# Ma Lin (futbolista)
Ma Lin (en chino, 马林en chino tradicional, 馬林; pinyin, Mǎ Lín; Qiqihar, China; 28 de julio de 1962) es un exfutbolista y entrenador de Fútbol de China que jugaba en la posición de delantero.

## Carrera

### Club
| Periodo   | Club              |
| --------- | ----------------- |
| 1982–1994 | Liaoning FC       |
| 1992      | → NKK SC (cedido) |
| 1995      | Dalian Wanda      |

### Selección nacional
Jugó para China en 45 partidos entre 1984 y 1990 anotando 21 goles, participó en dos ediciones de los Juegos Asiáticos, la Copa Asiática 1988, los Juegos Olímpicos de Seúl 1988 y la clasificación de AFC para la Copa Mundial de Fútbol de 1990.

### Entrenador
| Periodo   | Club            |
| --------- | --------------- |
| 2003–2004 | Liaoning FC     |
| 2005      | Chongqing Lifan |
| 2006      | Jiangsu Sainty  |
| 2008–2013 | Liaoning FC     |
| 2014      | Dalian Aerbin   |
| 2015–2017 | Liaoning FC     |
| 2017–2018 | Dalian Yifang   |

## Logros

### Jugador
Liaoning FC
- Liga Jia-A: 1985,[5] 1987, 1988, 1990, 1991, 1993
- Copa de China de fútbol: 1984, 1986
- Copa de Clubes de Asia: 1989–90[6]

### Entrenador
Liaoning FC
- China League One: 2009

### Individual
- Entrenador del Año en China en 2011.